# O Quinze
O Quinze é o primeiro e mais popular romance de Rachel de Queiroz, publicado em 1930. O título se refere à grande seca de 1915, vivida pela escritora em sua infância. O livro tem 26 capítulos e foi escrito durante um período de enfermidade da escritora, aos 19 anos de idade. É amplamente considerado a obra-prima de Rachel de Queiroz.

## Enredo
A trama se dá em dois planos, o primeiro focando no vaqueiro Chico Bento e sua família, o outro na relação afetiva de Vicente, rude proprietário e criador de gado, e Conceição, sua prima culta e professora na capital.
Conceição é apresentada como uma moça que gosta de ler vários livros, inclusive de tendências feministas e socialistas o que estranha a sua avó, Mãe Nácia - representante das velhas tradições. O período de férias, Conceição passava na fazenda da família, no Logradouro, perto do Quixadá. Apesar de ter 22 anos, não dizia pensar em casar, mas sempre se "engraçava" a seu primo Vicente. Ele era o proprietário que cuidava do gado, era rude e até mesmo selvagem.

## Recepção e Crítica Literária
Publicado em 1930, numa edição de mil exemplares, teve inesperada repercussão no Rio e em São Paulo. Aos vinte anos, Rachel de Queiroz já se projetava na vida literária do País, com o romance realista sobre o drama da miséria e a seca. 
Juntamente com A Bagaceira, de José Américo de Almeida, esta obra trouxe forte impulso ao chamado "ciclo do Nordeste", renovador do romance brasileiro e exerceu forte influência no Neo-Realismo português.
Segundo Gilberto Amado, em comentário sobre obra, escreveu: “Numa garota de 20 anos, abrolha uma produção tão perfeita e tão pura que continua, sozinha, inigualada, tempos afora.” .
Para o poeta Augusto Frederico Schmidt, ela escreveu o romance da seca de 1915 com imenso fervor: “O livro surpreende pela experiência, pelo repouso, pelo domínio da emoção e isto a tal ponto que estive inclinado a supor que D. Rachel de Queiroz fosse apenas um nome escondendo outro nome. Tudo o que se passa em “O Quinze”, dentro de um ambiente de absoluta realidade, tudo acontece com a mais perfeita naturalidade, que é mantida em todo o livro, sem nenhuma queda.” 
"O Quinze" teve grande impacto sobre a literatura brasileira desde o seu lançamento e atraiu desconfiança por parte de alguns, como testemunha o escritor alagoano Graciliano Ramos em crítica de 1937: "O quinze caiu de repente ali por meados de 30 e fez nos espíritos estragos maiores que o romance de José Américo, por ser livro de mulher e, o que realmente causava assombro, de mulher nova. Seria realmente de mulher? Não acreditei. Lido o volume e visto o retrato no jornal, balancei a cabeça: Não há ninguém com este nome. É pilhéria. Uma garota assim fazer romance! Deve ser pseudônimo de sujeito barbado.

## Traduções
Com o titulo L'année de la grande sécheresse , O Quinze foi traduzido em francês por Jane Lessa e Didier Voïta (Bibliothèque Cosmopolite Stock, 1986, ISBN 2-234-01933-8.
A obra também já foi traduzida para o alemão, japonês e espanhol. 

## Trechos da obra
| “ | (...) E se não fosse uma raiz de mucunã arrancada aqui e além, ou alguma batata-branca que a seca ensina a comer, teriam ficado todos pelo caminho, nessas estradas de barro ruivo, semeado de pedras, por onde eles trotavam trôpegos se arrastando e gemendo (...) | ” |

| “ | (...) Verde, na monotonia cinzenta da paisagem, só algum juazeiro ainda escapo à devastação da rama; mas em geral as pobres árvores apareciam lamentáveis, mostrando os cotos dos galhos como membros amputados e a casca toda raspada em grandes zonas brancas (...) | ” |